# Leonivka, Ivankiv
Leonivka (în ucraineană Леонівка) este un sat în comuna Blidcea din raionul Ivankiv, regiunea Kiev, Ucraina.

## Demografie
Componența lingvistică a localității Leonivka
     Ucraineană (97,13%)
     Rusă (2,3%)
     Alte limbi (0,57%)
Conform recensământului din 2001, majoritatea populației localității Leonivka era vorbitoare de ucraineană (97,13%), existând în minoritate și vorbitori de rusă (2,3%).